# Joan Jordi II de Saxònia
Joan Jordi II de Saxònia -en alemany Johann Georg II von Sachsen- (Dresden, 31 de maig de 1613 -Freiberg, 22 d'agost de 1680) fou Duc de Saxònia i membre de la casa de Wettin, el seu govern es va caracteritzar per la recuperació econòmica de Saxònia després de la Guerra dels Trenta Anys. Va contribuir a la creació de nombroses empreses, en els rams del tèxtil, del carbó i del vidre, entre d'altres. Això i la plata extreta en els seus dominis va permetre una recuperació econòmica i el finançament de l'Estat, que tornà a encunyar moneda pròpia. El 1657 va fer un pacte amb els seus germans per tal d'evitar futures disputes i divisions del ducat. El 1664 va establir una bona relació amb el rei Lluís XIV de França, cosa que el portà a enfrontar-se amb grups saxons, així com altres prínceps alemanys, tradicionalment hostils a la corona francesa. Això el va empènyer a aliar-se finalment amb l'emperador Leopold I del Sacre Imperi Romanogermànic. Amb tot, el seu interès primordial no era la política, sinó la música i l'art. Va convertir la seva ciutat natal, Dresden, en el centre musical d'Alemanya, acollint a la seva cort músics d'arreu d'Europa.

## Matrimoni i fills
Era fill de l'elector de Saxònia Joan Jordi I (1585-1656) i de la seva segona dona la princesa Magdalena Sibil·la de Prússia (1586-1659).
El 13 de novembre de 1638 es va casar a Dresden amb Magdalena Sibil·la de Brandenburg-Bayreuth (1612-1687), filla de Cristià de Brandenburg-Bayreuth (1581-1655) i de Maria de Hohenzollern (1579-1649). El matrimoni va tenir tres fills: 
- Sibil·la Maria (1642-1643)
- Erdmunda Sofia (1644-1670), casada amb Cristià II de Brandenburg-Bayreuth (1644-1712).
- Joan Jordi (1647-1691), casat amb la princesa Anna Sofia de Dinamarca (1647-1717).